# Holzmaden
Holzmaden är en kommun och ort i Landkreis Esslingen i regionen Stuttgart i Regierungsbezirk Stuttgart i förbundslandet Baden-Württemberg i Tyskland.
Kommunen ingår i kommunalförbundet Stadt Weilheim an der Teck tillsammans med kommunerna Bissingen an der Teck, Neidlingen, Ohmden och Weilheim an der Teck.
I lersten- och kalkstensediment som finns kring orten hittade paleontolger sedan 1850-talet flera fossil som musslor, ammoniter, fisködlor och andra utdöda kräldjur.